# فهرست شهرهای میزبان پارالمپیک

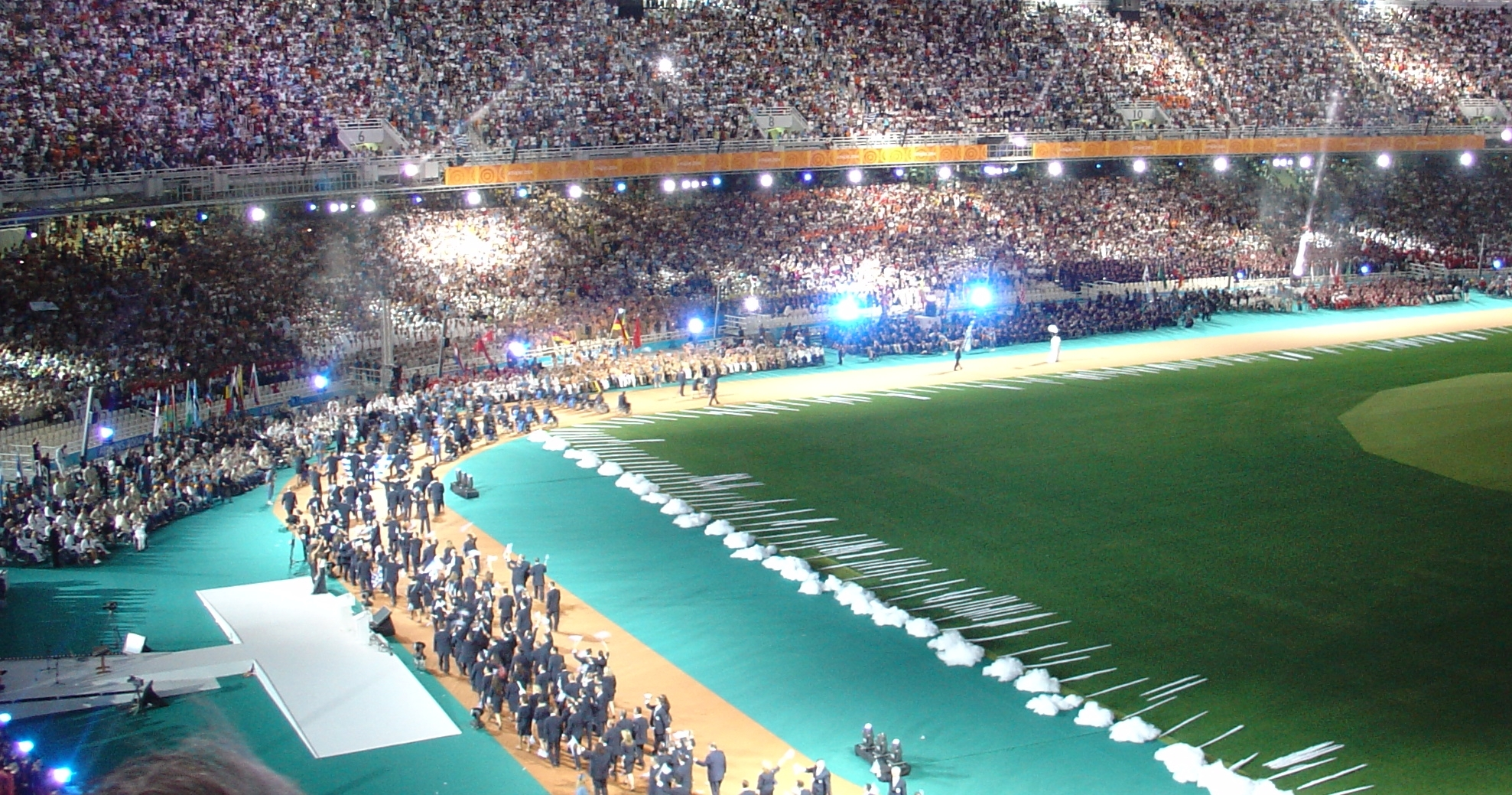
آیین گشایش پارالمپیک تابستانی ۲۰۰۴ در استادیوم المپیک در آتن, یونان

از نخستین دوره برگزاری پارالمپیک در سال ۱۹۶۰، ۱۶ دوره پارالمپیک تابستانی در ۱۷ شهر گوناگون و ۱۴ پارالمپیک زمستانی در ۱۴ شهر گوناگون برگزار شده است. پنج شهر توسط کمیته بین‌المللی المپیک و کمیته بین‌المللی پارالمپیک برای برگزاری دوره‌های بعدی پارالمپیک برگزیده شده‌اند؛ میلان-کورتینا دامپتزو برای پارالمپیک زمستانی ۲۰۲۶، لس آنجلس برای پارالمپیک تابستانی ۲۰۲۸، آلپ فرانسه برای پارالمپیک تابستانی ۲۰۲۸، بریزبن برای پارالمپیک تابستانی ۲۰۳۲ و سالت لیک سیتی برای پارالمپیک زمستانی ۲۰۳۴.
چهارشهر براساس برنامه میزبانی بازی‌های پارالمپیک را بیش از یک‌بار بر عهده داشته‌اند؛ اینسبروک در ۱۹۸۴ (تابستانی) و ۱۹۸۸ (تابستانی)، پکن در ۲۰۰۸ (تابستانی) و ۲۰۲۲ (زمستانی)، توکیو در ۱۹۶۴ (تابستانی) و ۲۰۲۰ (تابستانی)، و سالت لیک سیتی در ۲۰۰۲ (زمستانی) و ۲۰۳۴ (زمستانی).
ایالات متحده سه دوره از بازی‌ها را میزبانی کرده؛ که یک دوره از آنها در سال ۱۹۸۴ به‌صورت مشترک با بریتانیای کبیر بوده است و ژاپن نیز سومین میزبانی خود را در پارالمپیک تابستانی ۲۰۲۰ برگزار کرد.
اتریش، نروژ، ایتالیا، بریتانیای کبیر، کانادا و چین هرکدام دو دوره از بازی‌ها را میزبانی کرده‌اند.
بازی‌ها در پانزده دوره در اروپا برگزار شده‌اند. هشت دوره از بازی‌ها به میزبانی آسیا، پنج دوره در آمریکای شمالی، و یک دوره نیز در اقیانوسیه برگزار شده‌اند. در سال ۲۰۱۶، ریو میزبان نخستین پارالمپیکی بود که در آمریکای جنوبی برگزار شد. هیچ پارالمپیکی در آفریقا و جنوبگان برگزار نشده است.
شهرهای میزبان توسط کمیته بین‌المللی المپیک و کمیته بین‌المللی پارالمپیک برگزیده می‌شوند. درحال حاضر، ۷ سال پیش از آغاز مسابقات، میزبانی به شهرها اعطا می‌شود.
روال گزینش این شهرها در پی روندی دو ساله روی می‌دهد. در دور نخست روند گزینش، هر شهری در دنیا می‌تواند درخواست میزبانی از مسابقات را ارائه دهد. پس از ده ماه، هیئت اجرایی کمیته بین‌المللی المپیک، براساس توصیه کار گروهی، تصمیم می‌گیرد تا کدام یک از شهرهای متقاضی به نامزد تبدیل شوند. در دور دوم، شهرهای متقاضی توسط کمیته ارزیابی به‌طور کامل بررسی می‌شوند، که یک فهرست کوتاه نهایی از شهرهایی که برای انتخاب درنظر گرفته شده‌اند، ارائه می‌دهد. در دور پایانی، شهر میزبان در نشست عمومی هموندان کمیته بین‌المللی المپیک بر اساس آراء برگزیده می‌شود.

## شهرهای میزبان پارالمپیک
| سال  | شهر                   | کشور                         | قاره          | تابستانی | زمستانی | از              | تا                   | Ref |
| ---- | --------------------- | ---------------------------- | ------------- | -------- | ------- | --------------- | -------------------- | --- |
| ۱۹۶۰ | رم                    | ایتالیا                      | اروپا         | I        |         | ۱۸ سپتامبر      | ۲۵ سپتامبر           |     |
| ۱۹۶۴ | توکیو                 | ژاپن                         | آسیا          | II       |         | ۳ نوامبر        | ۱۲ نوامبر            |     |
| ۱۹۶۸ | تل آویو               | اسرائیل                      | آسیا          | III      |         | ۴ نوامبر        | ۱۳ نوامبر            |     |
| ۱۹۷۲ | هایدلبرگ              | آلمان غربی                   | اروپا         | IV       |         | ۲ اوت           | ۱۱ اوت               |     |
| ۱۹۷۶ | انشلدسویک             | سوئد                         | اروپا         |          | I       | ۲۱ فوریه        | ۲۸ فوریه             |     |
| ۱۹۷۶ | تورنتو                | کانادا                       | آمریکا        | V        |         | ۳ اوت           | ۱۱ اوت               |     |
| ۱۹۸۰ | گایلو                 | نروژ                         | اروپا         |          | II      | ۱ فوریه         | ۷ فوریه              |     |
| ۱۹۸۰ | آرنهم                 | هلند                         | اروپا         | VI       |         | 21 June         | 30 June              |     |
| ۱۹۸۴ | اینسبروک              | اتریش                        | اروپا         |          | III     | 14 January      | 20 January           |     |
| ۱۹۸۴ | نیویورک استوک مندویل  | ایالات متحده, بریتانیای کبیر | آمریکا, اروپا | VII      |         | 17 June 22 July | 30 June 1 August     |     |
| ۱۹۸۸ | اینسبروک              | اتریش                        | اروپا         |          | IV      | 17 January      | 25 January           |     |
| ۱۹۸۸ | سئول                  | کره جنوبی                    | آسیا          | VIII     |         | 15 October      | 24 October           |     |
| ۱۹۹۲ | تیگنس-آلبرت‌ویل        | فرانسه                       | اروپا         |          | V       | 25 March        | 1 April              |     |
| ۱۹۹۲ | بارسلون-مادرید        | اسپانیا                      | اروپا         | IX       |         | 3 September     | 14 September         |     |
| ۱۹۹۴ | لیلهامر               | نروژ                         | اروپا         |          | VI      | 10 March        | 19 March             |     |
| ۱۹۹۶ | آتلانتا               | ایالات متحده                 | آمریکا        | X        |         | 16 August       | 25 August            |     |
| ۱۹۹۸ | ناگانو                | ژاپن                         | آسیا          |          | VII     | 5 March         | 14 March             |     |
| ۲۰۰۰ | سیدنی                 | استرالیا                     | اقیانوسیه     | XI       |         | ۱۸ اکتبر        | ۲۹ اکتبر             |     |
| ۲۰۰۲ | سالت لیک سیتی         | ایالات متحده                 | آمریکا        |          | VIII    | ۷ مارس          | ۱۶ مارس              |     |
| ۲۰۰۴ | آتن                   | یونان                        | اروپا         | XII      |         | 17 September    | 28 September         |     |
| ۲۰۰۶ | تورین                 | ایتالیا                      | اروپا         |          | IX      | ۱۰ مارس         | ۱۹ مارس              |     |
| ۲۰۰۸ | پکن[b]                | چین                          | آسیا          | XIII     |         | ۶ سپتامبر       | ۱۷ سپتامبر           |     |
| ۲۰۱۰ | ونکوور                | کانادا                       | آمریکای شمالی |          | X       | ۱۲ مارس         | ۲۱ مارس              |     |
| ۲۰۱۲ | لندن                  | بریتانیای کبیر               | اروپا         | XIV      |         | 29 August       | 9 September          |     |
| ۲۰۱۴ | سوچی                  | روسیه                        | اروپا         |          | XI      | 7 March         | 16 March             |     |
| ۲۰۱۶ | ریو دو ژانیرو         | برزیل                        | آمریکا        | XV       |         | 7 September     | 18 September         |     |
| ۲۰۱۸ | پیونگ‌چانگ             | کره جنوبی                    | آسیا          |          | XII     | 9 March         | 18 March             |     |
| ۲۰۲۰ | توکیو                 | ژاپن                         | آسیا          | XVI      |         | 25 August 2021  | 6 September 2021 [c] |     |
| ۲۰۲۲ | پکن                   | چین                          | آسیا          |          | XIII    | 4 March         | 13 March             |     |
| ۲۰۲۴ | پاریس                 | فرانسه                       | اروپا         | XVII     |         | ۲۸ اوت          | ۸ سپتامبر            |     |
| ۲۰۲۶ | میلان-کورتینا دامپتزو | ایتالیا                      | اروپا         |          | XIV     | ۶ مارس          | ۱۵ مارس              |     |
| ۲۰۲۸ | لس‌آنجلس               | ایالات متحده                 | آمریکای شمالی | XVIII    |         | ۱۵ اوت          | ۲۷ اوت               |     |
| ۲۰۳۰ | آلپ فرانسه            | فرانسه                       | اروپا         |          | XV      | ۱ مارس          | ۱۰ مارس              |     |
| ۲۰۳۲ | بریزبن                | استرالیا                     | اقیانوسیه     | XIX      |         | ۲۴ اوت          | ۵ سپتامبر            |     |
| ۲۰۳۴ | سالت لیک سیتی         | ایالات متحده                 | آمریکا        |          | XVI     | ۱۰ مارس         | ۱۹ مارس              |     |

## آمارها

### شهرهای میزبان برای چند دوره
| رتبه | شهر           | کشور         | قاره   | میزبانی پارالمپیک تابستانی | میزبانی پارالمپیک زمستانی | کل میزبانی پارالمپیک |
| ---- | ------------- | ------------ | ------ | -------------------------- | ------------------------- | -------------------- |
| ۱    | اینسبروک      | اتریش        | اروپا  | ۰                          | ۲ (۱۹۸۴, ۱۹۸۸)            | ۲                    |
| ۱    | توکیو         | ژاپن         | آسیا   | ۲ (۱۹۶۴, ۲۰۲۰)             | ۰                         | ۲                    |
| ۱    | پکن           | چین          | آسیا   | ۱ (۲۰۰۸)                   | ۱ (۲۰۲۲)                  | ۲                    |
| ۱    | سالت لیک سیتی | ایالات متحده | آمریکا | ۰                          | ۲ (۲۰۰۲, ۲۰۳۴)            | ۲                    |

### کشورهای میزبان بازی‌های پارالمپیک
| رتبه | کشور           | قاره      | میزبان پارالمپیک تابستانی | میزبان پارالمپیک زمستانی | میزبانی کلی پارالمپیک |
| ---- | -------------- | --------- | ------------------------- | ------------------------ | --------------------- |
| ۱    | ایالات متحده   | آمریکا    | ۳ (۱۹۸۴, ۱۹۹۶, ۲۰۲۸)      | ۲ (۲۰۰۲, ۲۰۳۴)           | ۵                     |
| ۲    | ژاپن           | آسیا      | ۲ (۱۹۶۴, ۲۰۲۰)            | ۱ (۱۹۹۸)                 | ۳                     |
| ۲    | ایتالیا        | اروپا     | ۱ (۱۹۶۰)                  | ۲ (۲۰۰۶, ۲۰۲۶)           | ۳                     |
| ۲    | فرانسه         | اروپا     | ۱ (۲۰۲۴)                  | ۲ (۱۹۹۲, ۲۰۳۰)           | ۳                     |
| ۵    | اتریش          | اروپا     | ۰                         | ۲ (۱۹۸۴, ۱۹۸۸)           | ۲                     |
| ۵    | نروژ           | اروپا     | ۰                         | ۲ (۱۹۸۰, ۱۹۹۴)           | ۲                     |
| ۵    | کانادا         | آمریکا    | ۱ (۱۹۷۶)                  | ۱ (۲۰۱۰)                 | ۲                     |
| ۵    | بریتانیای کبیر | اروپا     | ۲ (۱۹۸۴, ۲۰۱۲)            | ۰                        | ۲                     |
| ۵    | کره جنوبی      | آسیا      | ۱ (۱۹۸۸)                  | ۱ (۲۰۱۸)                 | ۲                     |
| ۵    | چین            | آسیا      | ۱ (۲۰۰۸)                  | ۱ (۲۰۲۲)                 | ۲                     |
| ۵    | استرالیا       | اقیانوسیه | ۲ (۲۰۰۰, ۲۰۳۲)            | ۰                        | ۲                     |
| ۱۲   | اسرائیل        | آسیا      | ۱ (۱۹۶۸)                  | ۰                        | ۱                     |
| ۱۲   | آلمان غربی     | اروپا     | ۱ (۱۹۷۲)                  | ۰                        | ۱                     |
| ۱۲   | سوئد           | اروپا     | ۰                         | ۱ (۱۹۷۶)                 | ۱                     |
| ۱۲   | هلند           | اروپا     | ۱ (۱۹۸۰)                  | ۰                        | ۱                     |
| ۱۲   | اسپانیا        | Europe    | ۱ (۱۹۹۲)                  | ۰                        | ۱                     |
| ۱۲   | Greece         | اروپا     | ۱ (۲۰۰۴)                  | ۰                        | ۱                     |
| ۱۲   | روسیه          | اروپا     | ۰                         | ۱ (۲۰۱۴)                 | ۱                     |
| ۱۲   | برزیل          | آمریکا    | ۱ (۲۰۱۶)                  | ۰                        | ۱                     |